# کانوی دست‌کند

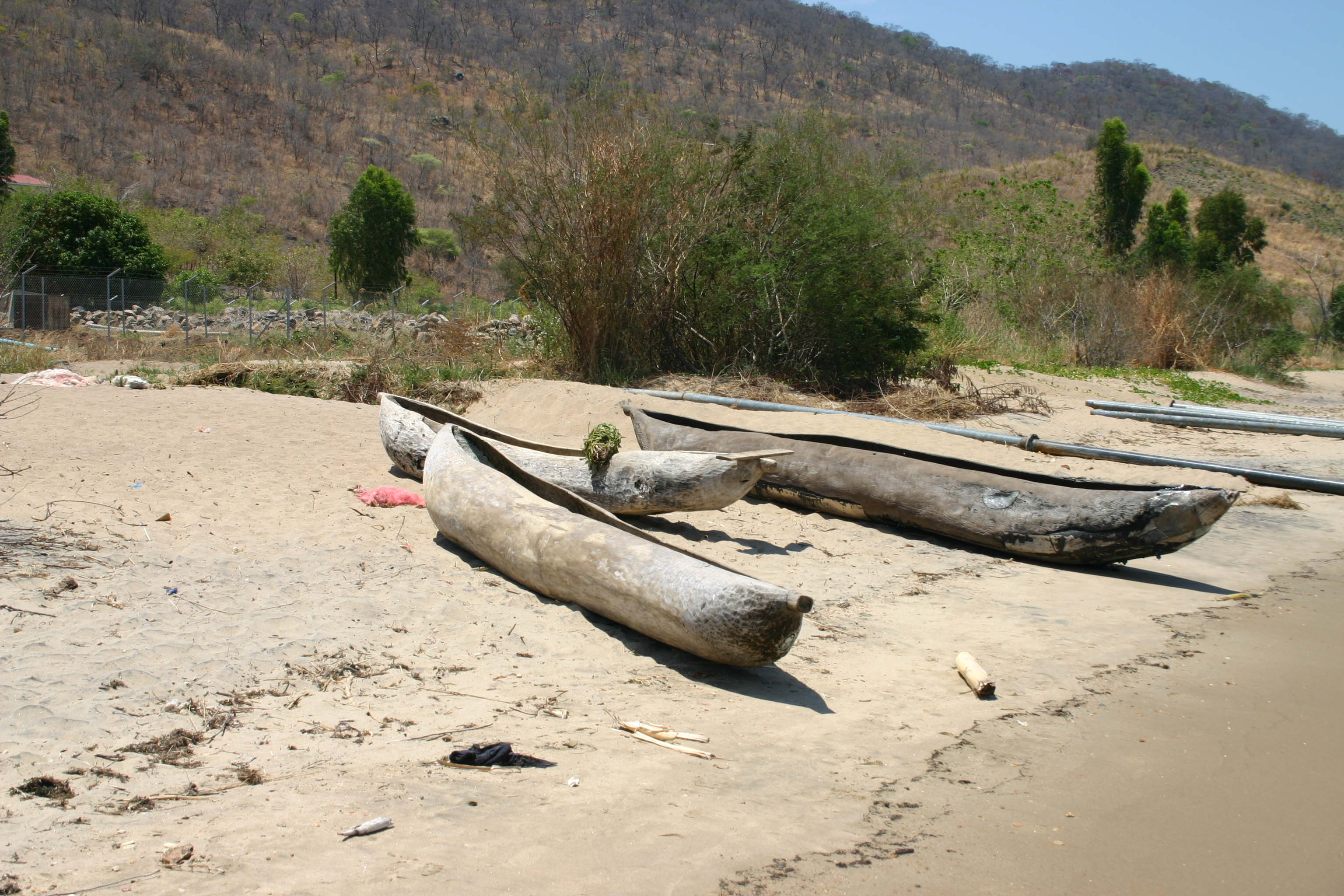
کانوی دستکند در کناره دریاچه مالاوی.

کانوی دستکند (انگلیسی: Dugout canoe) نوعی از قایق است که از ظریق خالی کردن چوب تنه یک درخت بزرگ ساخته می‌شود.
این نوع قایق قدیمی‌ترین نوع قایق در باستان‌شناسی است که قدمت آن در حدود ۸۰۰۰ سال است و به عصر نوسنگی می‌رسد. عمر این قایق‌ها بیشتر از قایق‌هایی است که از قطعات مجزا یا پوسته درختان ساخته می‌شود.
کانوی دستکند تقریباً در سراسر جهان شناخته شده و مورد استفاده قرار می‌گیرد و بسته به منطقه و مرحله فرهنگی، تفاوت‌های بی‌شماری در اندازه و شکل آن‌ها وجود دارد. کانوی دستکند امروزه هنوز هم به عنوان مثال در اندونزی و گینه نو، استرالیا، آفریقا و آمریکای جنوبی به‌کار می‌رود. در مجمع‌الجزایر اندونزی تنوع بسیار زیادی در فرم و ساخت آن‌ها وجود دارد.

## ساخت
علی‌رغم ظاهر بدوی، ساخت کانوهای دستکند به کار و تلاش و مهارت زیادی نیاز دارد. اول از همه، یک تنه مناسب باید انتخاب شود که به اندازه کافی طولانی و راست باشد و تا حد امکان شاخه‌های فرعی کمی داشته باشد. سپس قطع، حمل و آماده‌سازی تنه باید انجام شود. توخالی کردن تنه می‌تواند به روش‌های مختلفی انجام شود، از سوزاندن تا کار با ابزارهای سنگی، استخوانی، برنزی و آهنی، بسته به منطقه و فرهنگ. با این وجود، ساخت این قایق‌ها همیشه یک امر زمان‌بر است که نیاز به تلاش زیادی از سوی سازندگان دارد و در بسیاری از مناطق افرادی از جامعه به‌طور کلی در خدمت این پیشه بوده‌اند.